# Nicolas von Schweden
Nicolas Paul Gustaf, Prinz von Schweden, Herzog von Ångermanland (* 15. Juni 2015 in Danderyd) ist das zweite Kind von Prinzessin Madeleine und Christopher O’Neill. Seine ältere Schwester ist Prinzessin Leonore von Schweden. Seine jüngere Schwester, Prinzessin Adrienne von Schweden, wurde am 9. März 2018 geboren. Prinz Nicolas steht auf Platz elf der schwedischen Thronfolge.

## Leben

### Geburt und Taufe
Prinz Nicolas wurde am 15. Juni 2015 im Krankenhaus Danderyds Sjukhus in der Gemeinde Danderyd nördlich von Stockholm geboren. Er wog 3080 Gramm und war 49 cm groß. Bei einem am 17. Juni 2015 einberufenen Konselj gab König Carl Gustaf bekannt, dass er die Namen Nicolas Paul Gustaf tragen soll, wobei Nicolas der Rufname ist. Bei gleicher Gelegenheit wurde er zum Herzog von Ångermanland ernannt. Ångermanland ist niemals zuvor Herzogtum gewesen. Früher am 17. Juni wurde die Geburt des Mitglieds des schwedischen Königshauses durch Zeugen bestätigt. Zeugen waren der Reichstagspräsident Urban Ahlin, der Ministerpräsident Stefan Löfven, Reichsmarschall Svante Lindqvist und Statsfru Kirstine von Blixen-Finecke.
Am 11. Oktober 2015 wurde Prinz Nicolas in der Kirche auf Schloss Drottningholm von Erzbischöfin Antje Jackelén getauft. Taufpaten waren Prinz Carl Philip, Prinzessin Madeleines Freundin Katarina von Horn, Prinzessin Madeleines Cousin Gustaf Magnuson, Chris O’Neills Schwager Henry d’Abo, seine Schwester Natascha Gräfin von Abensperg und Traun née Loeb und sein Freund Marco Wajselfisz.

### Name
Nicolas ist ein französischer Vorname und leitet sich von Nikolaus ab. Im schwedischen Königshaus ist der Name als Nicolaus bzw. Nikolaus bereits vorgekommen: Lennart Bernadotte und Prinz Eugen von Schweden trugen diesen Namen jeweils als Drittnamen.
Der zweite Name Paul wurde in Erinnerung an Chris O’Neills verstorbenen Vater Paul O’Neill vergeben. Zudem trägt Chris O’Neill den Namen Paul ebenfalls als Zweitnamen. Der Name Gustaf würdigt Prinzessin Madeleines Vater König Carl Gustaf von Schweden.

### Stellung in der königlichen Familie
Am 7. Oktober 2019 unterzeichnete König Carl XVI. Gustaf den Beschluss, dass die Kinder von Prinz Carl Philip und Prinzessin Madeleine künftig nicht mehr Teil des Königshauses, sondern nur noch Teil der königlichen Familie sein werden. Dies führt mit sich, dass sie das Prädikat „königliche Hoheit“ verlieren. Der Titel als Prinz bzw. Prinzessin und als Herzog bzw. Herzogin ist davon unberührt. Auch die Thronfolge ändert sich hierdurch nicht. Der Beschluss rührt daher, dass das Königshaus auf Personen beschränkt sein soll, die in Vertretung des Königs öffentliche Aufgaben wahrnehmen. Da dies von den Kindern von Carl Philip und Madeleine auch künftig nicht erwartet werden wird, werden sie nunmehr als Privatpersonen betrachtet und können später auch eine Anstellung annehmen oder eine wirtschaftliche Tätigkeit betreiben, was ihnen als Mitgliedern des Königshauses verwehrt geblieben wäre. Prinz Carl Philip teilte mit, dass sie den Beschluss unterstützen und ihn positiv sehen, da seine Kinder dadurch größere Wahlfreiheiten hätten. Auch Prinzessin Madeleine äußerte Unterstützung für den Beschluss und betonte, dass dies schon seit langem geplant war und ihren Kindern die Möglichkeit eröffne, ihr Leben als Privatpersonen zu formen.

## Orden und Ehrungen
| Jahr             | Staat    | Orden/Ehrenzeichen          |
| ---------------- | -------- | --------------------------- |
| 11. Oktober 2015 | Schweden | Königlicher Seraphinenorden |
| 15. Juni 2015    | Schweden | Orden Karls XIII.           |

## Titel und Prädikat
- Bis 6. Oktober 2019: Seine Königliche Hoheit Nicolas, Prinz von Schweden, Herzog von Ångermanland

(schwedisch: Hans Kungliga Höghet Nicolas, Prins av Sverige, Hertig av Ångermanland)
- Seit 7. Oktober 2019: Nicolas, Prinz von Schweden, Herzog von Ångermanland

(schwedisch: Nicolas, Prins av Sverige, Hertig av Ångermanland)